# Spheterista flavopicta
Spheterista flavopicta là một loài bướm đêm thuộc họ Tortricidae. Nó là loài đặc hữu của Kauai.
Ấu trùng ăn các loài Santalum.